# Alpina alpinata
Alpina alpinata là một loài bướm đêm trong họ Geometridae.